# Lijst van afleveringen van Las Vegas
Hieronder staat een lijst met afleveringen van de Amerikaanse televisieserie Las Vegas.

## Seizoen 1 (2003-2004)
| Nr. | Titel                                  | Beschrijving |
| --- | -------------------------------------- | --- |
| 1   | Pilot                                  | Danny heeft een drukke dag achter de rug waarin hij een excentrieke geluksvogel moet vertroetelen, een vermiste gokker moest zien te vinden en achter de truc van een valsspeler moest zien te komen. Big Ed ontdekt dat zijn dochter met Danny naar bed is geweest.                                                                                 |
| 2   | What Happens in Vegas, Stays in Vegas  | Danny's vriend Grege wordt vermoord in de woestijn aangetroffen, een verslaggever zit op de hielen van een ondeugende senator, en koning Arthur rijdt door het casino. |
| 3   | Donny, We Hardly Knew Ye               | Danny en Ed ontmaskeren een autodief en de neef van Ed ontmoet de vrouw van zijn dromen aan de roulettetafel en besluit om direct te gaan trouwen. Delinda maakt een eind aan haar relatie met Danny en besluit een baan te gaan zoeken. |
| 4   | Jokers and Fools                       | Nessa heeft een geheime ontmoeting met een valsspeler die door Ed en Danny in de kraag was gegrepen. Een helderziende doet een sinistere voorspelling voor het volgende optreden van Mary. Delinda begint haar werk in de keuken, maar niet voor lang.                                                                                               |
| 5   | Groundhog Summer                       | Danny en Ed gaan op jacht naar een seksmaniak die het op hotelgasten heeft voorzien. |
| 6   | Semper Spy                             | Ed gaat op vakantie naar Hawaï en geeft het roer over aan Danny. Mike brengt een gokker die aan het winnen is geluk. |
| 7   | Pros and Cons                          | Mary vraagt Wayne Newton om een stel dat geen geluk heeft te helpen. Een zwendelaar geeft valse fiches door aan Delinda. Sam wordt beziggehouden door twee vaste klanten die gokken op alles waarop te gokken valt. |
| 8   | Luck Be a Lady                         | De voormalige CIA-partner van Ed heeft de leiding over de beveiliging van een diva. Een all-in VIP-arrangement zet de gokbelustheid op een laag peil. Gastoptreden van Penn & Teller. |
| 9   | Year of the Tiger                      | Danny krijgt de wilde dochter van een gokker onder zijn hoede. Een verloofde uit een klein stadje wordt door de speltafels verleid als Mary een groepshuwelijk organiseert. Mike wordt voor de rechter gedaagd door een dronken vrouw wier leven hij heeft gered                                                                                     |
| 10  | Decks and Violence                     | De vrouw van een goochelaar verdwijnt zoals gepland, maar keer niet terug. Er komt een oude universiteitsvriend van Mike op bezoek. Er is extra beveiliging nodig voor een groep verzamelaars van roerstokjes. |
| 11  | Blood and Sand                         | Er is een bokswedstrijd in het casino. Delinda, Nessa en Mike vinden een tas met geld. Gastoptreden van de Blue Man Group. |
| 12  | Hellraisers and Heartbreakers          | Jack Keller (Alec Baldwin), de voormalige CIA-protegé van Big Ed, is nu een beveiligingsadviseur die aan het hoofd staat van de omschakeling van analoge naar digitale surveillance in het Montecito. Brooks en Dunn hebben een lange sessie aan de dobbeltafel. Ed krijgt het schaamrood op de kaken als een komiek in verlegenheid wordt gebracht. |
| 13  | The Night the Lights Went Out in Vegas | Sin City komt tot stilstand als een enorme stroomstoring de lichten van de Strip dooft. Het Montecito komt stil te liggen terwijl op de casinovloer een mysterieuze gast wordt neergeschoten. |
| 14  | Things That Go Jump in the Night       | Als een suïcidale hotelgast (een gastrol van Jon Lovitz) zijn zelfmoordintenties kenbaar maakt, moeten Danny en Ed naar het dak van het Montecito racen om te voorkomen dat hij naar beneden springt. |
| 15  | Die Fast, Die Furious                  | Het Montecito dient als basis voor de crew van de film 'Die Fast, Die Furious' met de Hollywood-ster Jean-Claude Van Damme (als zichzelf). Ed houdt tijdens de stunts een nauwlettend oogje in het zeil. |
| 16  | New Orleans                            | Als een "beroemdheid" met een schuld van bijna 5 miljoen dollar aan het Montectio de stad verlaat, heeft Ed 36 uur de tijd om hem te vinden en hem te dwingen de schuld af te lossen. |
| 17  | You Can't take It with You             | Als een niet al te pientere stadsjongen (gastrol van Sean Astin) de jackpot wint in het Montecito, is het de taak van Danny om voor zijn veiligheid te zorgen. Maar dan sterft de jongste miljonair van Vegas plotseling aan een vermeende hartaanval.                                                                                               |
| 18  | Nevada State                           | Een ontsnapte moordenaar zint op wraak tegen Sam die ooit tegen hem getuigd heeft; het hotel organiseert een cheerleadingwedstrijd; Nessa bespreekt de verdiensten van Manchester United met een drietal luidruchtige Britse voetbalfans. |
| 19  | Sons and Lovers                        | Als een van de gasten van het Montecito een hoop geld wint, wordt zijn portemonnee gevonden en teruggegeven, geven Danny en Sam de eerlijke vinder een beloning van onschatbare waarde. |
| 20  | The Strange Life of Bob                | Nessa wordt verliefd op een tijdelijke nieuwe kracht die alleen bekend is als "Bob the rover" (gastrol van Christian Kane). Ze gaat op zoek naar wat meer persoonlijke gegevens over haar nieuwe liefde. |
| 21  | Family Jewels                          | Als er voor 5 miljoen dollar aan diamanten van een gast in het Montecito wordt gestolen, roept Danny de technische hulp van Mike in om erachter te komen hoe de dief te werk is gegaan. |
| 22  | The Big Bang                           | In een poging om een verontruste gokker gerust te stellen die om zijn vertrouwde dealer vraagt, komt Nessa erachter dat de verstokte blackjack-speler een bom rond zijn middel draagt. |
| 23  | Always Faithful                        | Danny wordt opnieuw opgeroepen voor het leger en moet zich binnen 24 uur melden. Terwijl hij alles aan het regelen is, krijgt Marry bezoek van haar vader. Danny en Mary confronteren hem samen maar als hij haar verteld dat hij twee kleine dochtertjes heeft, besluit ze om zijn vrouw te vertellen wat er met zijn eerste dochtertje is gebeurd. |

## Seizoen 2 (2004-2005)
| Nr.     | Titel                             | Beschrijving |
| ------- | --------------------------------- | --- |
| 24 (1)  | Have You Ever Seen the Rain?      | Nadat hij zijn militaire dienstplicht heeft afgerond keert Danny terug naar Montecito met een verrassend aanzoek voor Mary. Ondertussen maken Ed, Danny en Mike zich ineens grote zorgen over drie storende gokkers wanneer ze ontdekken dat de drie op de overheidslijst van meest gezochte personen staat.                                                                                           |
| 25 (2)  | The Count of Montecito            | Een bende valsspelers maakt dat Danny, Mike en Sam het spelletje meespelen om de schurken met hun eigen middelen te verslaan. Mart leeft helemaal op wanneer haar wordt gevraagd een groep topless dames in te wijden die in dienst van het hotel komen. |
| 26 (3)  | Blood Is Thicker                  | Wanneer er oude vijanden opduiken krijgt Ed een moord in de schoenen geschoven en is het aan Danny en Mike om de goede naam van hun baas te zuiveren |
| 27 (4)  | Catch of the Day                  | Er wordt een vrachtwagen met kreeften gestolen. Sam jaagt door het land op zoek naar vervanging om ervoor te zorgen dat de bruiloft van een elite gast van het Montecito niet in duigen valt. Met een gastoptreden van Jazz singer Michael Bublé. |
| 28 (5)  | Good Run of Bad Luck              | "Danny's Dag Opvang" lijkt te zijn geopend wanneer hij wordt opgezadeld met de acht maanden oude baby van een ex-marinier. Gastspeler Clint Black (als zichzelf) wordt de prins op het witte paard wanneer hij Mary, Nessa en Delinda redt, die zijn verdwaald in de woestijn. Met een gastrol van George Hamilton.                                                                                    |
| 29 (6)  | Games People Play                 | Nessa krijgt het verrassende nieuws dat haar vader nog in leven is en haar wil ontmoeten. Maar haar blinde vertrouwen kan haar nog wel eens betrekken bij een plichtingzaak die het voortbestaan van het casino op het spel zet. |
| 30 (7)  | Montecito Lancers                 | Het Football seizoen doet ook het Montecito aan als Danny en Mike het door hun gesponsorde jeugdteam voorbereiden op de wedstrijd van het Casino League Championship. Ze raken daarbij ook betrokken bij het onderzoek naar de verdwenen vader van een van de spelers. Met een gastoptreden van The Black Eyed Peas.                                                                                   |
| 31 (8)  | Two of a Kind                     | In een opwindende cross-over aflevering komt het onderzoeksteam van Crossing Jordan naar het Montecito om de moord op een gokker op te lossen. Ondertussen probeert Snoop Dogg (als zichzelf) Delinda ervan te overtuigen dat het Montecito de perfecte locatie is voor zijn nieuwe videoclip. met gastrollen van Jill Hennessy en Jerry O'Connell.                                                    |
| 32 (9)  | Degas Away With It                | Een foto is meer waard dan duizend woorden wanneer Ed op jacht gaat naar een schilderij van onschatbare waarde dat is gestolen uit de collectie van het Montecito. Zijn nauwgezette zoektocht resulteert in een ongemakkelijke reünie met zijn voormalige partner, Jack Keller (gastrol Alec Baldwin).                                                                                                 |
| 33 (10) | Silver Star                       | Wanneer Ed en Mike een mogelijke kidnapper proberen op te sporen brengt hun zoektocht bij Mike vreselijke herinneringen terug waarvan hij had gehoopt ze voor altijd te kunnen vergeten. Met een gastoptreden van de hitformatie The Polyphonic Spree. |
| 34 (11) | My Beautiful Launderette          | Sam en Ed werken samen met de FBI om een drugskartel bloot te leggen nadat Sam erachter is gekomen dat een van haar klanten via het Montecito geld wit wast. Met een gastrol van Michael Lowry. |
| 35 (12) | When You Got To Go, You Got To Go | Danny en Mike staan met de rug tegen de muur wanneer Ed ontvoerd wordt maar weigert toe te staan dat zij de autoriteiten inlichten of het losgeld aan de ontvoerders betalen. Met een gastoptreden van de populaire jaren 80 rockband Duran Duran. |
| 36 (13) | Sperm Whales and Spearmint Rhinos | Wanneer een ongeschijnlijke zelfmoord toch moord blijkt te zijn, stuurt Delinda Danny en Ed eropuit om de moordenaar te vinden waardoor zij zelf alleen en in gevaar achterblijft. |
| 37 (14) | The Lie is Cast                   | Danny ontdekt dat goedzakken soms aan het kortste eind trekken wanneer een goede daad hem in de problemen met de politie brengt en Ed de zaak tot een goed einde moet brengen. Ondertussen worden Mike en Sam ingezet om onderzoek te doen naar mysterieus geschreeuw dat uit de kamer van een ouder echtpaar komt.                                                                                    |
| 38 (15) | Whale of a Time                   | Een schoonheid ontpopt zich voor de staf tot een waar beest wanneer haar mysterieuze achtergrond het leven van iedereen ernstig in gevaar brengt. Mary probeert een zwaar geïrriteerde man te kalmeren die door zijn aanstaande vrouw voor het altaar in de steek gelaten is. Met een gastrol van Jay Mohr.                                                                                            |
| 39 (16) | Can You See What I See?           | Tijdens een rustige week in het casino besluit Ed om wat pit op de werkvloer te brengen door de werkzaamheden van zijn staf opnieuw in te delen. Maar dat veroorzaakt alleen maar chaos onder zijn geïrriteerde werknemers |
| 40 (17) | Tainted Love                      | Valentijnsdag wordt voor iedereen een ware beproeving. Sam ontdekt dat de miljardair die ze heeft geboekt voor een verblijf in het Montecito in werkelijkheid haar vervreemde echtgenoot is. Ed krijgt heel wat te verduren wanneer zijn vrouw denkt dat hij zijn "jury verplichting" als excuus opvoert om geen gehoor te geven aan de feestdag. Met gastrollen van The Pussy Cat Dolls en Dean Cain. |
| 41 (18) | To Protect and Serve Manicotti    | Ed roept de hulp in van een oude vriend, Frank the Repairman, om er met hem voor te zorgen dat de afpersingspraktijken van een lokale restauranteigenaar door de maffia de kop in worden gedrukt. Met gastrollen van Sylvester Stallone en Joe Rogan. |
| 42 (19) | One Nation, Under Surveillance    | Danny ontdekt dat schone schijn kan bedriegen wanneer hij een ex-marinier verdedigt die nu in de lokale politiek zit. Hij wordt beschuldigd van betrokkenheid bij een smerig schandaal rond een 16-jarig meisje. |
| 43 (20) | Hit Me!                           | Ed stroopt zijn mouwen op om een dief in de kraag te vatten wanneer zijn hightech surveillance apparatuur hem in de steek laat. Ondertussen grijpen Mary en Mike in bij een echtgenoot die vreemdgaat en laat comedy legende Don Knotts iedereen zien hoe in de juiste stemming te komen. |
| 44 (21) | Hide and Sneak                    | Het surveillance team vermoedt dat zijn worden gadegeslagen wanneer Ed ontdekt dat het beveiligingssysteem gekraakt is en Sam een vampier in haar kamer ontdekt die speelt met hoge inzet. |
| 45 (22) | Letters, Lawyers and Loose Women  | Het pad der liefde blijkt over heel wat hobbels te beschikken wanneer Mary tegen de wet aanloopt nadat ze haar geheime aanbidder heeft ontmoet. Mike helpt een gast om zijn trouwring terug te krijgen uit een nabijgelegen bordeel. Met een gastrol van Dave Foley. |
| 46 (23) | Magic Carpet Fred                 | Wanneer een kleurrijke miljardair opduikt met zangeres Ashanti (als zichzelf) ziet het ernaar uit dat het heel wat entertainment op gaat leveren. Maar Danny en Ed hebben het vermoeden dat zij daarvoor de prijs betalen. Met een gastrol van Jon Lovitz. |
| 47 (24) | Centennial                        | In deze knallende finale arriveert de nieuwe eigenaar van het Montecito. Hij voert drastische veranderingen door rond het gebouw en het personeel. Met gastrollen van Jon Bon Jovi, John Elway, Dean Cain en Gladys Knight. |

## Seizoen 3 (2005-2006)
| Nr.     | Titel                                | Beschrijving |
| ------- | ------------------------------------ | --- |
| 48 (1)  | Viva Las Vegas                       | De fiches liggen op tafel wanneer Ed vecht om zijn personeel terug te krijgen en het Montecito klaar te krijgen voordat de nieuwe baas Monica ontdekt dat zij niet zijn voorbereid voor een mogelijke plunderingsactie.                                                                                         |
| 49 (2)  | Fake the Money and Run               | Ed heeft zijn handen vol als hij probeert uit te zoeken wie er fiches vervalst, terwijl Danny valt voor een antrekkelijke nieuwe vastgoedmakelaar. |
| 50 (3)  | Double Down, Triple Threat           | In deze cross-over aflevering waarin veel op het spel staat, moet het team na de ontvoering van de dochter van een kaartteller samenwerken met Dr. Jordan Cavanaugh (Crossing Jordan van tv), terwijl Sam terugkeert naar het bed van een aantrekkelijke detective.                                             |
| 51 (4)  | Whatever Happened To Seymour Magoon? | Het wordt spannend wanneer Danny en Penny een nieuwe fase in hun relatie ingaan, Ed met zijn hond moet meelopen bij de lokale hondenshow en de nieuwe baas van het casino Monica een beroep op Mike moet doen als zij vastzit in de douche.                                                                     |
| 52 (5)  | Big Ed De-Cline                      | Zijn snelle leventje wordt even te veel voor Ed wanneer hij ontdekt dat zijn identiteit is gestolen kort nadat de dokter hem heeft gewaarschuwd dat hij het even rustig aan moet doen, omdat het anders fout loopt.                                                                                             |
| 53 (6)  | The Real McCoy                       | Relaties komen onder druk te staan wanneer Danny achterdochtig wordt over de motieven van zijn nieuwe vriendin en Sam probeert een einde te maken aan de romance tussen haar broer en haar nieuwe baas, Monica.                                                                                                 |
| 54 (7)  | Everything Old Is You Again          | Danny brengt een bezoek aan een beurs voor bijzondere antieke stukken, waar hij het middelpunt wordt van een mysterieuze flashback naar het Jubilee Hotel en Casino: het is ongeveer 1962, alles is anders en niemand is wie het lijkt.                                                                         |
| 55 (8)  | Bold, Beautiful and Blue             | Alles ziet er goed en zonnig uit in het Montecito wanneer Danny en Monica samen met een FBI-agent de onbetaalbare Kashmir-saffier proberen te beschermen en Monica probeert Ed terug naar het casino te lokken met een mooie nieuwe Porsche.                                                                    |
| 56 (9)  | Mothwoman                            | Bij een stripboekcongres in het Montecito moet Monica dekking zoeken wanneer zij wordt belaagd door fans die ten onrechte denken dat zij de echte "Mothwoman" is. |
| 57 (10) | Fore Sail By Owner                   | Na een vijandig overnamebod doet de ploeg van het Montecito van alles om te proberen het casino te behouden. Intussen blijft Mike met lege zakken achter nadat hij door een misdadiger is overvallen en is Delinda verliefd op een blinde man met een geheim verleden.                                          |
| 58 (11) | Down And Dirty                       | Het is meer dan alleen bluf wanneer Danny en Mike de film van de beveiligingscamera's bij een nationale pokerwedstrijd in het Montecito in beslag nemen, ondanks de felle protesten van de producenten van de show.                                                                                             |
| 59 (12) | Bait And Switch                      | Danny en Ed bekijken erotische amateurvideo's om een schurk te pakken, en Sam en Mary zoeken aanwijzingen dat Mike er een geheim leven als een mannelijke stripper met de naam "Hot Chocolate" op na houdt. |
| 60 (13) | The Bitch Is Back                    | De wereldberoemde kok Wolfgang Puck staat op het punt zijn nieuwste restaurant te openen in het Montecito, maar de gasten verliezen snel hun eetlust wanneer zij geestverschijningen zien in het hotel. |
| 61 (14) | And Here's Mike With The Weather     | Donkere wolken pakken zich samen boven het Montecito wanneer bij een controle van de Gaming Commission blijkt dat 2,9 miljoen dollar niet verantwoord is. Hoewel alles erop wijst dat Monica betrokken is bij een berucht blackjacktoernooi, zijn Ed en Danny ervan overtuigd dat het geld ergens verborgen is. |
| 62 (15) | Urban Legends                        | Iedereen hoopt op een gratis ritje wanneer autocoureur Jimmie Johnson rondrijdt in Vegas. Maar aan de vakantie van een gast komt abrupt een einde wanneer Dannt en Mike hem in een bad met ijs aantreffen: maar zonder zijn nier.                                                                               |
| 63 (16) | Coyote Ugly                          | Het komt allemaal een beetje te dichtbij wanneer een sexy jonge vrouw in het Montecito komt om Ed te bedanken dat hij haar vader het leven heeft gered en een van Monica's vrienden de vinger van een werknemer vindt in het buffet.                                                                            |
| 64 (17) | Lyle & Substance                     | Er staat waanzinnig veel op het spel wanneer Danny een dief aanhoudt die beweert op de hoogte te zijn van een geplande bomaanslag op het Montecito. Intussen hoort Sam geruchten dat het er warm aan toe gaat bij de nieuwe masseuse en besluit zij undercover te gaan.                                         |
| 65 (18) | Like A Virgin                        | Niet alles is goud wat er blinkt. Dit blijkt wanneer Mary een huwelijk organiseert voor een wel erg gulle klant, Ed en Danny een paar zeer ongewone kaarttellers aantreffen en Mike een vrouw volgt die een congres van de Born Again Virgins bezoekt.                                                          |